# Something to Remember (EP, I Like You Hysteric)
Something to Remember je první EP české kapely I Like You Hysteric vydané 31. prosince 2009. Obsahuje pět záznamů, z nichž dva jsou remixy a jeden singl. EP bylo nahráno ve studiu Biotech, na zvukové režii se podílel Ecson Waldes a Jakub Johánek.

## Seznam skladeb
1. Intro - 00:21
2. Something to Remember - 02:56
3. Goodbye Audrey - 03:49
4. Something To Remember (Nightdrrrive! remix) - 04:34
5. Goodby Audrey (Karzi/Southpaw remix) - 05:23